# Santa Rosa Km. 02
Santa Rosa Km. 02, referenciado también simplemente como Santa Rosa, es un caserío peruano ubicado en el distrito de Chulucanas, perteneciente a la provincia de Morropón del departamento de Piura, al norte del Perú. 

## Ubicación
Santa Rosa Km. 02 se ubica al noroeste de la provincia de Morropón, en el distrito de Chulucanas, en el departamento de Piura.

## Demografía
En 2017 Santa Rosa Km. 02 tenía una población de 878 habitantes.